# Indo-arianos

Povos indo-arianos são uma coleção diversificada de povos predominantemente encontrados no Sul da Ásia, que (tradicionalmente) falam línguas indo-arianas. Historicamente, os arianos eram os pastoralistas falantes de línguas indo-iranianas que migraram da Ásia Central para o Sul da Ásia e introduziram a proto-língua indo-ariana. Os primeiros povos indo-arianos eram conhecidos por estar intimamente relacionados ao grupo indo-iraniano que residia ao norte do rio Indo; uma conexão evidente em laços culturais, linguísticos e históricos. Atualmente, os falantes de línguas indo-arianas são encontrados ao sul do Indo, através das regiões modernas de Bangladesh, Nepal, leste do Paquistão, Sri Lanka, Maldivas e norte da Índia.

## História

### Protoindo-iranianos

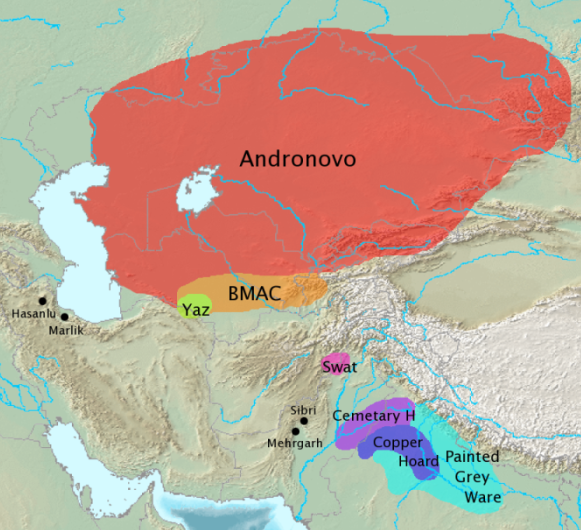
Culturas arqueológicas associadas às migrações indo-iranianas (após EIEC). As culturas Andronovo, BMAC e Yaz foram frequentemente associadas às migrações indo-iranianas. As culturas GGC, Cemitério H, Copper Hoard, OCP e PGW são candidatas a culturas associadas às migrações indo-arianas.

A introdução das línguas indo-arianas no subcontinente indiano foi o resultado de uma migração de povos indo-arianos da Ásia Central para o norte do subcontinente indiano (atual Bangladesh, Butão, Índia, Nepal, Paquistão e Sri Lanka). Essas migrações começaram aproximadamente em 1800 AEC, após a invenção da carruagem de guerra, e também trouxeram as línguas indo-arianas para o Levante e possivelmente a Ásia Interior. Outro grupo de indo-arianos migrou mais para o oeste e fundou o reino de Mitanni no norte da Síria (c. 1500–1300 AEC); o outro grupo foi o povo védico. Christopher I. Beckwith sugere que os wusun, um povo indo-europeu caucasiano da Ásia Interior na Antiguidade, também eram de origem indo-ariana.
Os protoindo-iranianos, dos quais os indo-arianos se desenvolveram, são identificados com a cultura Sintashta (2100–1800 AEC), e a cultura Andronovo, que floresceu por volta de 1800–1400 AEC nas estepes ao redor do mar de Aral, atual Cazaquistão, Turcomenistão e Uzbequistão. Os protoindo-arianos separaram-se por volta de 1800–1600 AEC dos iranianos, moveram-se para o sul através da cultura Báctria-Margiana, ao sul da cultura Andronovo, emprestando algumas de suas crenças e práticas religiosas distintas da BMAC, e depois migraram mais para o sul para o Levante e noroeste da Índia. A migração dos indo-arianos foi parte da maior difusão das línguas indo-europeias a partir da pátria protoindo-europeia nas estepes pôntico-cáspias, que começou no 4º milênio AEC. As culturas GGC, Cemitério H, Copper Hoard, OCP e PGW são candidatas a culturas associadas aos indo-arianos.
Os indo-arianos eram unidos por normas culturais e linguísticas compartilhadas, referidas como aryā 'nobre'. Ao longo dos últimos quatro milênios, a cultura indo-ariana evoluiu particularmente dentro da própria Índia, mas suas origens estão na confluência de valores e herança dos grupos indo-arianos e povos indígenas da Índia. A difusão dessa cultura e língua ocorreu por sistemas de patronato-cliente, que permitiram a absorção e aculturação de outros grupos nessa cultura, e explica a forte influência sobre outras culturas com as quais interagiu.
Geneticamente, a maioria das populações falantes de línguas indo-arianas são descendentes de uma mistura de pastoralistas das estepes da Ásia Central, caçadores-coletores iranianos e, em menor grau, caçadores-coletores do Sul da Ásia — comumente conhecidos como Antigos Ancestrais Sul Indianos (AASI). Os dravidianos são descendentes de uma mistura de caçadores-coletores do Sul da Ásia e caçadores-coletores iranianos, e, em menor grau, pastoralistas das estepes da Ásia Central. Os dravidianos tribais do sul da Índia descendem principalmente de caçadores-coletores do Sul da Ásia e, em menor grau, de caçadores-coletores iranianos. Além disso, povos falantes de línguas austro-asiáticas e tibeto-birmanesas contribuíram para a composição genética do Sul da Ásia.
O arianismo indígena propaga a ideia de que os indo-arianos eram indígenas ao subcontinente indiano e que as línguas indo-europeias se espalharam de lá para a Ásia Central e Europa. O apoio contemporâneo a essa ideia é motivado ideologicamente e não tem base em dados objetivos e no consenso acadêmico.

## Lista de povos indo-arianos históricos
Ver também
- Anga
- Bahlikas
- Bharatas
- Buli
- Caidyas
- Dewa
- Gāndhārīs
- Gangaridai
- Kambojas
- Kalinga
- Kasmira
- Kekaya
- Khasas
- Kikata
- Koliya
- Kosala
- Kurus
- Licchavis
- Madra
- Magadhis
- Malavas
- Mallakas
- Mātsyeyas
- Mitanni
- Moriya
- Nāya
- Nishadhas
- Odra
- Pakthas
- Pala
- Panchala
- Paundra
- Puru
- Salva
- Salwa
- Saraswata
- Sauvira
- Shakya
- Sindhu
- Sudra
- Surasena
- Trigarta
- Utkala
- Vanga
- Vatsa
- Vidarbha
- Videha
- Vrishni
- Yadava
- Yadu
- Yaudheya

## Povos indo-arianos contemporâneos
- Assameses
- Awadhis
- Povo banjara
- Bengalis
- Povo bhil
- Povo bhojpuri
- Povo bishnupriya manipuri
- Povo brokpa
- Chittagonianos
- Povo deccani
- Povo deshi
- Povo dhakaiya
- Divehis
- Dogras
- Povo garhwali
- Gujaratis
- Povo halba
- Povo haryanvi
- Povo hindki
- Povo jaunsari
- Povo kalash
- Caxemirenses
- Povo khas
- Povo kho
- Povo kohistani
- Povo concani
- Povo kumaoni
- Povo kutchi
- Povo magahi
- Povo maithil
- Maratas
- Povo marwari
- Povo memon
- Povo muhajir
- Povo nagpuria
- Oriás
- Povo palula
- Povo pashayi
- Povo pahari
- Panjabis
- Rajastanis
- Ciganos
- Povo rohingya
- Povo sadan
- Povo saraiki
- Povo saurashtra
- Povo shina
- Sindis
- Cingaleses
- Povo sylheti
- Povo thari
- Povo tharu
- Povo tirahi
- Povo torwali
- Povo warli